# Thermophon
Das Thermophon (griech.) ist ein Instrument, mit dem durch variierenden elektrischen Strom an einem Widerstand hervorgerufene Wärme Töne erzeugt werden können, indem diese Wärme die umgebende Luft expandieren lässt.
Eine Variante des Thermophons besteht aus mehreren Glasröhren unterschiedlicher Länge, die wie Orgelpfeifen aufgestellt sind. Nahe dem Boden der Glasröhren sind an der Innenseite Heizelemente angebracht. Stellt man die Heizelemente an, so erhitzt sich die Luft und strömt konvektiv aufwärts. Dadurch erzeugt sie einen Ton, der von der Länge der Glasröhre abhängt.